# Électronique numérique
Pour les articles homonymes, voir Électronique.
L'électronique numérique concerne le système ou la technologie appliquée dont les caractéristiques sont exprimées par des valeurs de nombres. La meilleure fiabilité lors de la transmission des signaux numérisés procure en principe, un contrôle de bout en bout de la chaîne des signaux. Le mode numérique permet de s'affranchir le plus souvent du bruit de fond, des parasites et autres artefacts lors de la transmission et améliore notamment le rapport signal sur bruit.
La technologie numérique est opposée à l'électronique analogique, laquelle traite des systèmes électroniques opérant sur des valeurs ou mesures (tension, courant, charge) variant de manière continue. Toutefois, même lorsque la technologie numérique domine un équipement ou un appareil, certains éléments, dispositifs ou périphériques d'affichage ou de restitution sonore restent de type analogique : dispositifs optiques, haut-parleur, microphone, connecteur...

## Système binaire
Pour éviter les confusions de lecture que peuvent créer les parasites, une des méthodes possibles est de minimiser les ambiguïtés en minimisant le nombre d'états distincts que peut prendre un signal. Ce minimum possible est 2.
Le système numérique permettant deux états différents par numéro, se nomme « binaire ». Les états peuvent être  notés FAUX / VRAI ou 0 / 1 par exemple. Ils peuvent correspondre à des tensions 0V / +Vcc ou -Vcc / +Vcc par exemple.
Les transitions entre états résultent de portes logiques réalisant des opérations ou fonctions logiques telles le ET, le OU, etc. (voir algèbre de Boole).
En fonction de leur gamme de tolérance et, aussi longtemps qu'on continue à pouvoir distinguer un état 0 d'un état 1, la fréquence du signal d'horloge peut être augmentée.

## Technologies les plus courantes
- Transistor-Transistor logic (TTL): n'est plus utilisé aujourd'hui
- Complementary metal oxide semi-conductor (CMOS): technologie actuelle la plus courante.

## Histoire et applications actuelles
L'analogique est la première technologie à avoir été exploitée en électronique. Elle se distingue par la continuité de certaines de ses caractéristiques.
La principale application de l'électronique numérique concerne l'informatique. Les ordinateurs et l'histoire des ordinateurs reflètent l'évolution des technologies de l'électronique numérique.
Aujourd'hui les énormes progrès dans la technologie des circuits intégrés font qu'il est possible de créer des composants d'une complexité extraordinaire. 
Cependant les coûts associés à la fabrication de tels composants (en millions d'euros) sont dissuasifs pour un petit volume de production.
Les circuits logiques programmables (CPLD, FPGA), font qu'il est maintenant possible de créer des circuits logiques assez complexes pour un coût initial fortement moins élevé (des milliers d'euros). Les FPGA sont d'ailleurs souvent utilisés pour prototyper les circuits intégrés avant leur fabrication finale.
Les techniques de conception numériques ont aussi fortement évolué. Autrefois, des schémas étaient dessinés à la main, puis par ordinateur. Maintenant, on utilise des langages de description de matériel tels que Verilog ou VHDL, qui sont digérés par des compilateurs appelés synthétiseurs, qui génèrent des netlist, c'est-à-dire des fichiers décrivant la connectivité entre des portes logiques.